# Gouvernement Pedro Sanz III
 La Rioja
Sanz II Sanz IV
Le gouvernement Sanz III est le gouvernement de La Rioja entre le 8 juillet 2003 et le 3 juillet 2007, durant la VIe législature du Parlement de La Rioja. Il est présidé par Pedro Sanz.

## Composition
| Fonction                                                                                  | Titulaire | Titulaire                                                         | Parti |
| ----------------------------------------------------------------------------------------- | --------- | ----------------------------------------------------------------- | ----- |
| Président                                                                                 |           | Pedro Sanz Alonso                                                 | PP    |
| Vice-présidente Conseillère au Tourisme, à l'Environnement et à la Politique territoriale |           | María Aránzazu Vallejo Fernández                                  | PP    |
| Conseiller à la Présidence et à l'Action extérieure                                       |           | Emilio del Río Sanz                                               | PP    |
| Conseiller aux Administrations publiques et à la Politique locale                         |           | Alberto Bretón Rodríguez                                          | PP    |
| Conseiller aux Finances et à l'Emploi                                                     |           | Juan José Muñoz Ortega                                            | PP    |
| Conseiller au Logement, aux Travaux publics et aux Transports                             |           | Antonino Burgos Navajas                                           | PP    |
| Conseiller à l'Éducation, à la Culture et aux Sports                                      |           | Luis Ángel Alegre Galilea                                         | PP    |
| Conseiller à l'Agriculture et au Développement économique                                 |           | Javier Erro Urrutia                                               | PP    |
| Conseiller à la Santé                                                                     |           | Pedro Soto García (jusqu'au 16/06/2006) José Ignacio Nieto García | PP    |
| Conseillère à la Jeunesse, à la Famille et aux Services sociaux                           |           | María Sagrario Loza Sierra                                        | PP    |